# (S)-2-Amino-2-metil-4-fosfonobutanoinska kiselina
MAP4, (S)-2-Amino-2-metil-4-fosfonobutanoinska kiselina, je antagonist glutamatnog receptora.